# Clube de Ciclismo de Paredes
O Clube de Ciclismo de Paredes, actualmente mais conhecido como LA Alumínios–LA Sport, devido aos seus patrocinadores, é uma equipa de ciclismo profissional portuguesa, registada na UCI Continental Tour e que participa em todas as provas do calendário de ciclismo português sénior, incluindo na Volta a Portugal. A equipa está sediada em Paredes.

## Palmarés
2000
Vitória Etapa 1 Volta a Portugal, Miguel Ángel Suárez
2001
2002
2003
Vitória Etapa 2 Volta a Portugal, Alberto Benito
Vitória Etapa 2 Grande Prémio CTT, Alberto Benito
2004
Vitória Etapa 1 Volta ao Algarve, Alberto Benito
Vitória Etapa 1 Volta ao Alentejo, Alberto Benito
Vitória Etapa 4 GP Torres Vedras, Alberto Benito
2005
 Vitória Geral Volta ao Algarve, Hugo Sabido
Vitória Etapa 5, Hugo Sabido
 Vitória Geral GP Torres Vedras, Gerardo Fernández
Vitória Etapa 2, Gerardo Fernández
Vitória GP Area Metropolitana de Vigo, Francisco García Rodríguez
Vitória GP Ciudad de Vigo, José Carlos Rodrigues
2006
2007
2008
Vitória Etapa 3 Circuit de Lorraine, Eladio Jiménez
Vitória Etapa 2 Grande Prémio CTT, Eladio Jiménez
 Vitória Geral Vuelta a Chihuahua, Francisco Mancebo
Vitória Etapa 8 Tour de South China Sea, Micael Isidoro
2009
Vitória Etapa 1 & 8 Volta de São Paulo, Héctor Aguilar
2010
Vitória Etapa 3 GP Torres Vedras, José João Mendes
2011
Vitória Etapa 2 Volta ao Alentejo, Bruno Sancho
Vitória Prólogo Volta a Portugal, Hugo Sabido
Vitória Etapa 3 Volta a Portugal, Hernâni Brôco
2012
2º Classificado Geral Volta a Portugal, Hugo Sabido
2013
 Vitória Challenge de Tavira. André Mourato 
Vitória Etapa 5 Volta ao Alentejo, António Carvalho
 Vitória Classificação Montanha Volta a Portugal, Márcio Barbosa
2014
 Vitória Classificação Montanha Volta a Portugal, António Carvalho
Vitória Etapa 4 Volta a Portugal (Sra. da Graça), Edgar Pinto
Vitória Etapa 1 GP Torres Vedras, Edgar Pinto
2015
 Vitória Classificação Montanha Volta a Portugal, Bruno Silva

## Equipa de 2014
Em 2014, estes ciclistas alinham na LA Alumínios-Antarte:
|                             | Ciclista                    | Data de Nascimento               |
| --------------------------- | --------------------------- | -------------------------------- |
| André Mourato (rolador)     | André Mourato (rolador)     | 1 de maio de 1990 (34 anos)      |
| António Carvalho (completo) | António Carvalho (completo) | 25 de outubro de 1989 (35 anos)  |
| Daniel Freitas (Sprinter)   | Daniel Freitas (Sprinter)   | 10 de maio de 1991 (33 anos)     |
| Edgar Pinto (completo)      | Edgar Pinto (completo)      | 28 de agosto de 1985 (39 anos)   |
| Hugo Sabido (completo)      | Hugo Sabido (completo)      | 14 de dezembro de 1979 (45 anos) |
| Hugo Sancho (trepador)      | Hugo Sancho (trepador)      | 4 de fevereiro de 1982 (43 anos) |

|                                  | Ciclista                      | Data de Nascimento               |
| -------------------------------- | ----------------------------- | -------------------------------- |
| Luís Afonso (trepador)           | Luís Afonso (trepador)        | 4 de janeiro de 1990 (35 anos)   |
| Márcio Barbosa (trepador)        | Márcio Barbosa (trepador)     | 13 de dezembro de 1985 (39 anos) |
| Pedro Paulinho (rolador -cr)     | Pedro Paulinho (rolador -cr)  | 27 de maio de 1990 (34 anos)     |
| Vítor Gamito (contra-relógio)    | Vítor Gamito (contra-relógio) | 21 de abril de 1970 (54 anos)    |
| Director Desportivo: Mário Rocha |                               |                                  |